# Mazda BT-50
Mazda BT-50 — среднеразмерный пикап японской компании Mazda. Производится с 2006 года, придя на замену пикапам B-Series. Второе поколение автомобиля производилось совместно с компанией Ford, которая сделала похожий Ford Ranger. Третье поколение создано в альянсе с компанией Isuzu, фактически Mazda BT-50 является перелицованной версией Isuzu D-Max, и производится на том же заводе в Таиланде, что и D-Max.
BT-50 — единственная модель Mazda, которая не производится и даже не продаётся в Японии. В России продавался автомобиль только первого поколения. На американском рынке никогда не продавалась эта модель.

## Первое поколение
BT-50 впервые был представлен 22 марта 2006 года на автосалоне в Бангкоке. Участие в разработке автомобиля с технической стороны принимала компания Borg Warner. BT-50 первого поколения весит около двух тонн и оснащается 2,5-литровым MZR-CD дизельным двигателем, или с 3,0 литровым дизельным двигателем. Его основа — Ford Ranger.
Как и предшественник, BT-50 выпускается в трех вариантах кузова:
- Одноместная кабина с 2 местами (не доступен с полным приводом)
- Короткая кабина с 4 местами (задние двери открываются в противоположных направлениях, есть два задних сиденья)
- Длинная кабина с 4 местами (заднее сиденье далеко от переднего)

В первом квартале 2008 года было проведено обновление автомобиля. Пикап получил новый интерьер, а также изменения в опциях.
На базе BT-50 и Ranger в конце 2006 года был выпущен внедорожник Ford Everest. У него было 2 рестайлинга: в 2009 и в 2013 годах. После 2011 года Everest был выделен в отдельную модель.

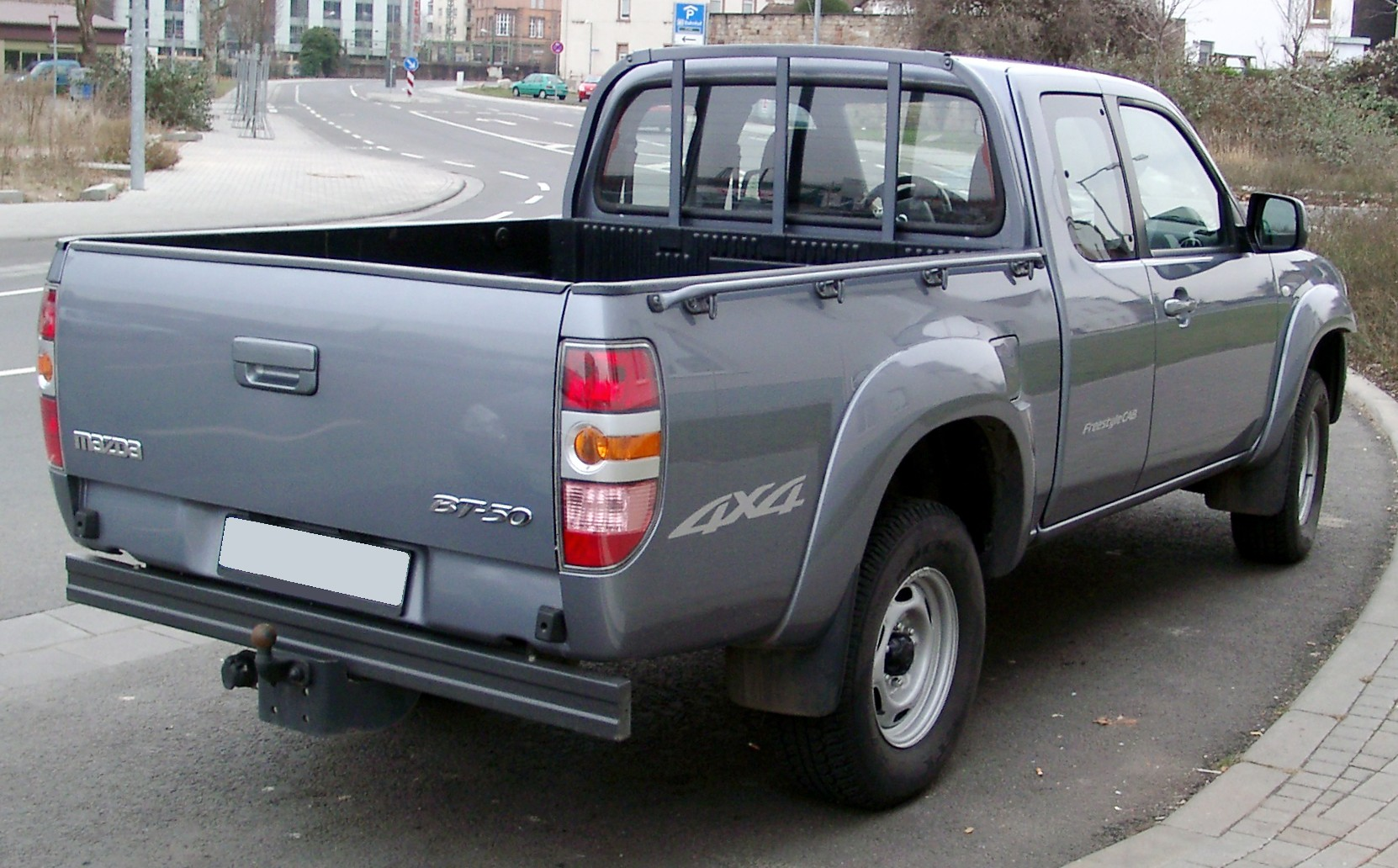
Вид сзади
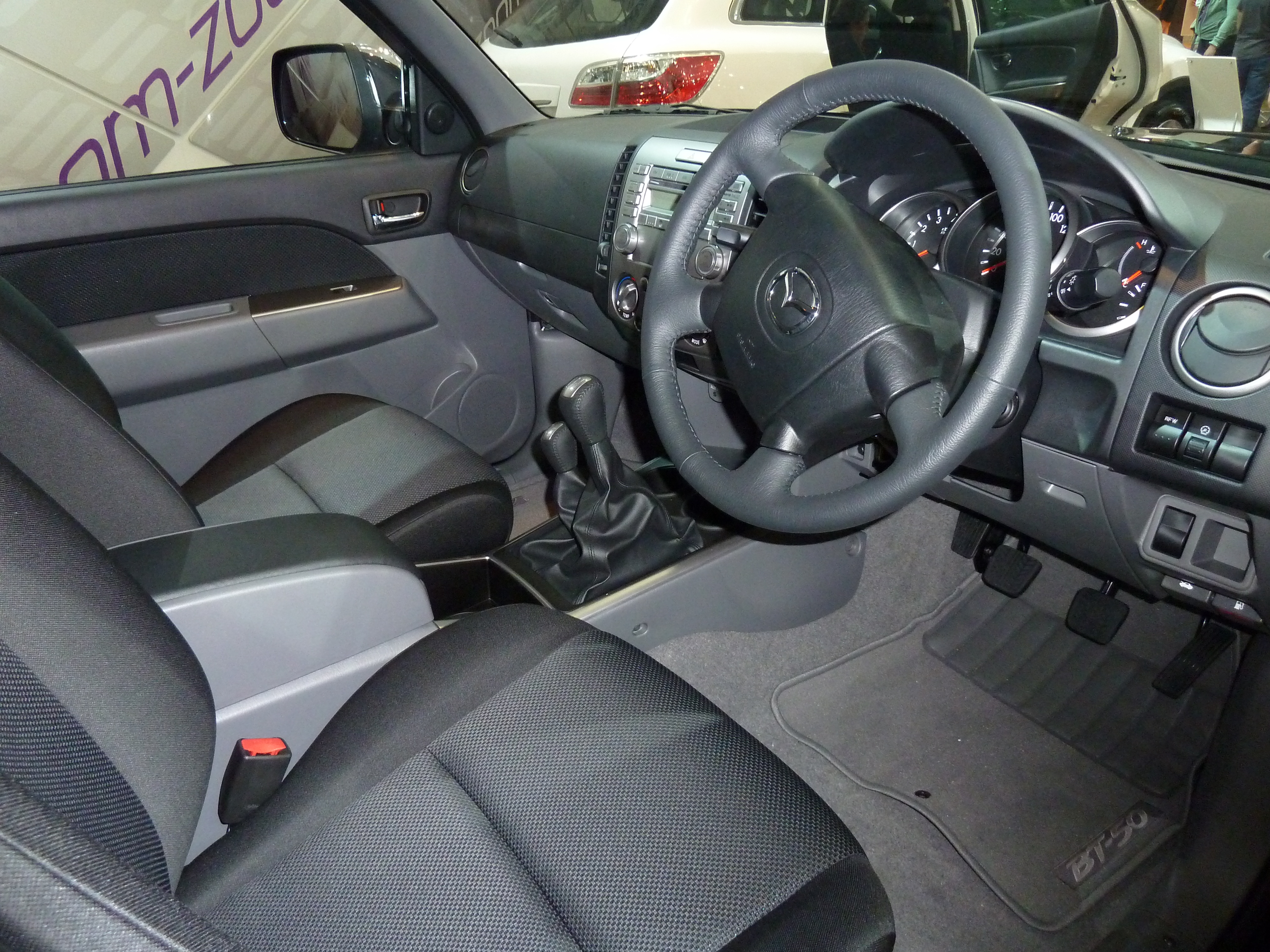
Интерьер
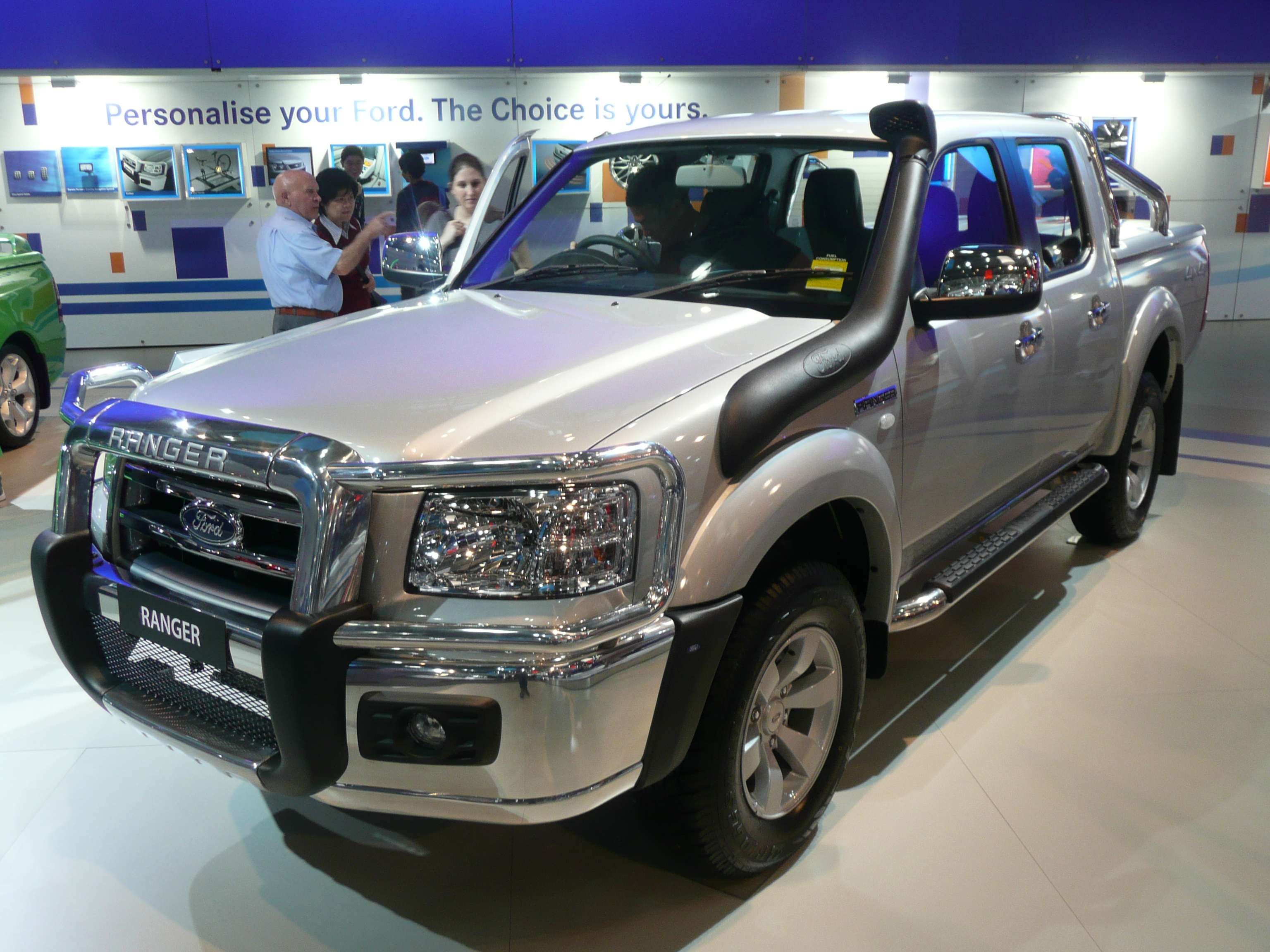
Ford Ranger BT-50

## Второе поколение

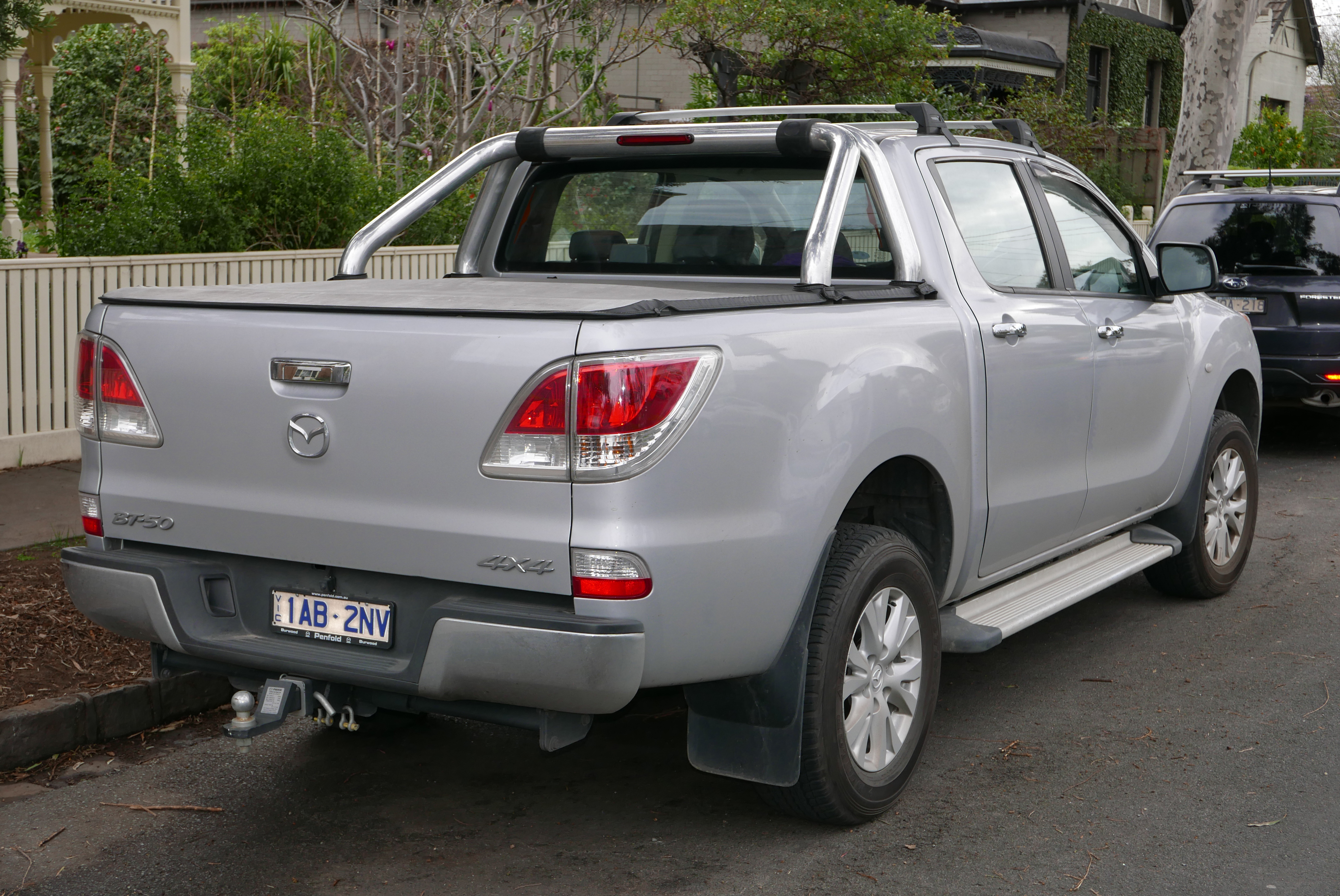
Вид сзади. Можно увидеть фары, идентичные другим автомобилям Mazda

Полностью обновлённый BT-50 второго поколения был представлен в октябре 2010 года на Австралийском международном автосалоне. Он использует платформу Ford Ranger T6. Пикап использует 2,2 л и 3,2 л двигатели Duratorq (Mazda назвала их MZ-CD).
Дизайн пикапа был разработан Mazda в Ford Australia. Несмотря на совместную работу над пикапом, обе компании работали независимо друг от друга, из за чего дизайн модели сильно отличается от других пикапов (в том числе и Ranger), и больше похож на другие модели Mazda, а также выполнен в стиле KODO. В основном все детали обеих моделей (BT-50 и Ranger) одинаковые. Новое поколение производится в Таиланде и ЮАР.
В 2015 году BT-50 прошёл небольшой рестайлинг. Изменения косметические, в двигателях ничего не изменено. Кроме решётки радиатора видимых отличий у модели 2011 и у модели 2015 годов нет (в отличие от Ford Ranger, у которого видны заметные отличия). В Европе эта модель больше не продаётся именно с момента рестайлинга. В 2018 году автомобиль прошёл второй рестайлинг, в котором добавилась поддержка сервисов Apple CarPlay и Android Auto.
Автомобиль доступен только на австралийском, южноафриканском и азиатском рынках.

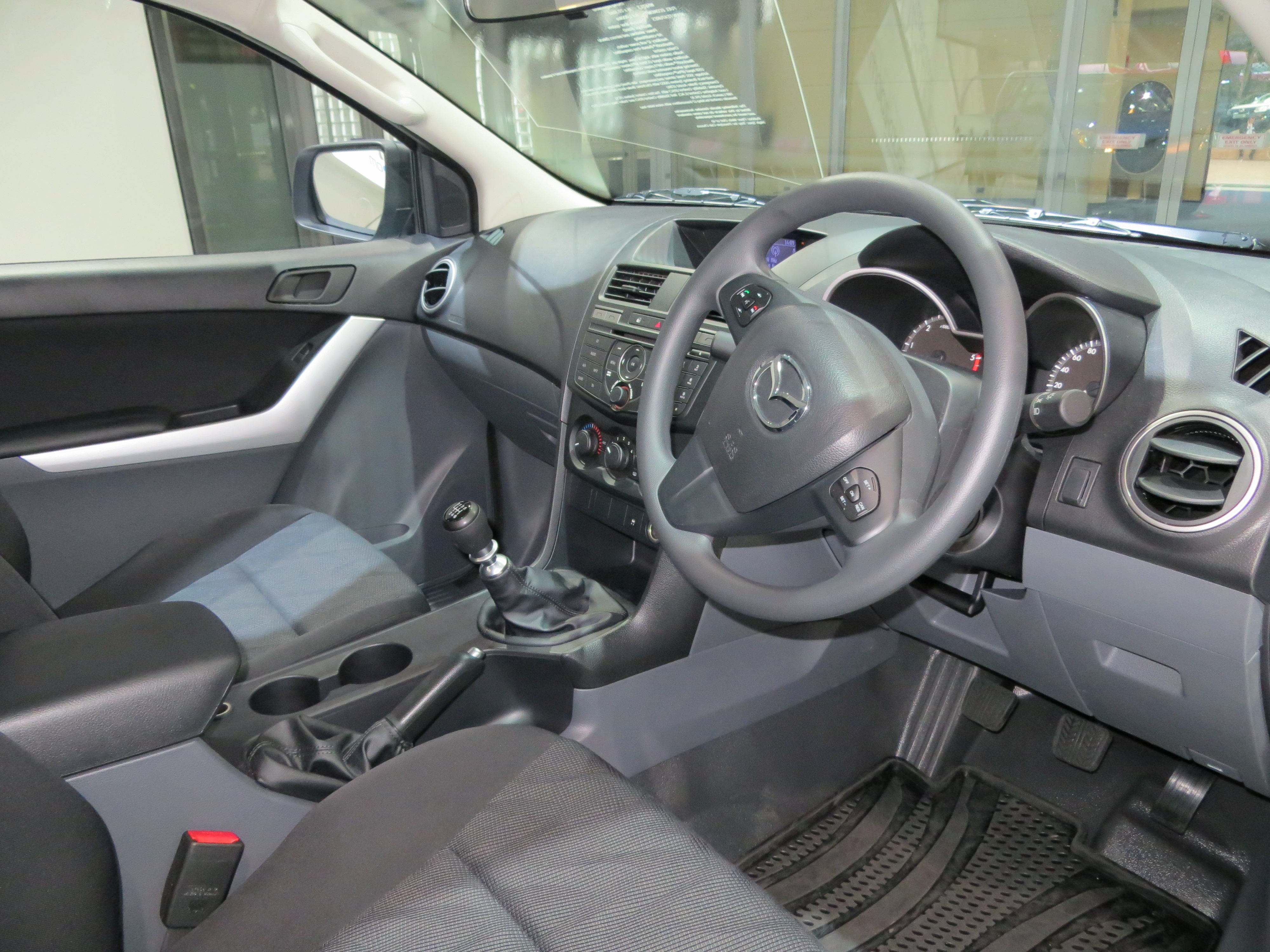
Интерьер
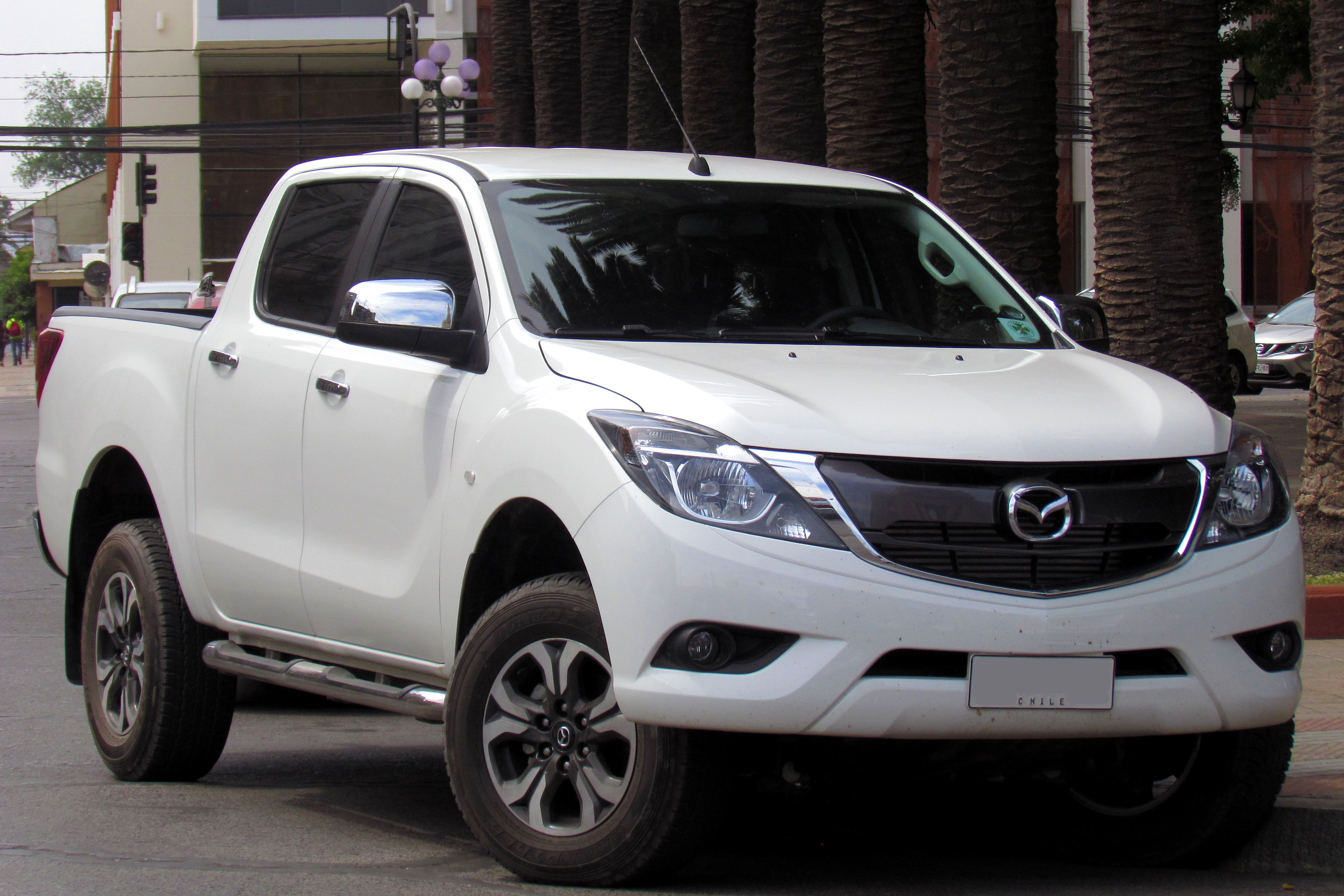
После рестайлинга 2015 года

### Продажи
| Год  | Продажи в Таиланде |
| ---- | ------------------ |
| 2014 | 12,931             |
| 2015 | 8,054              |
| 2016 | 7,052              |
| 2017 | 5,939              |

## Третье поколение

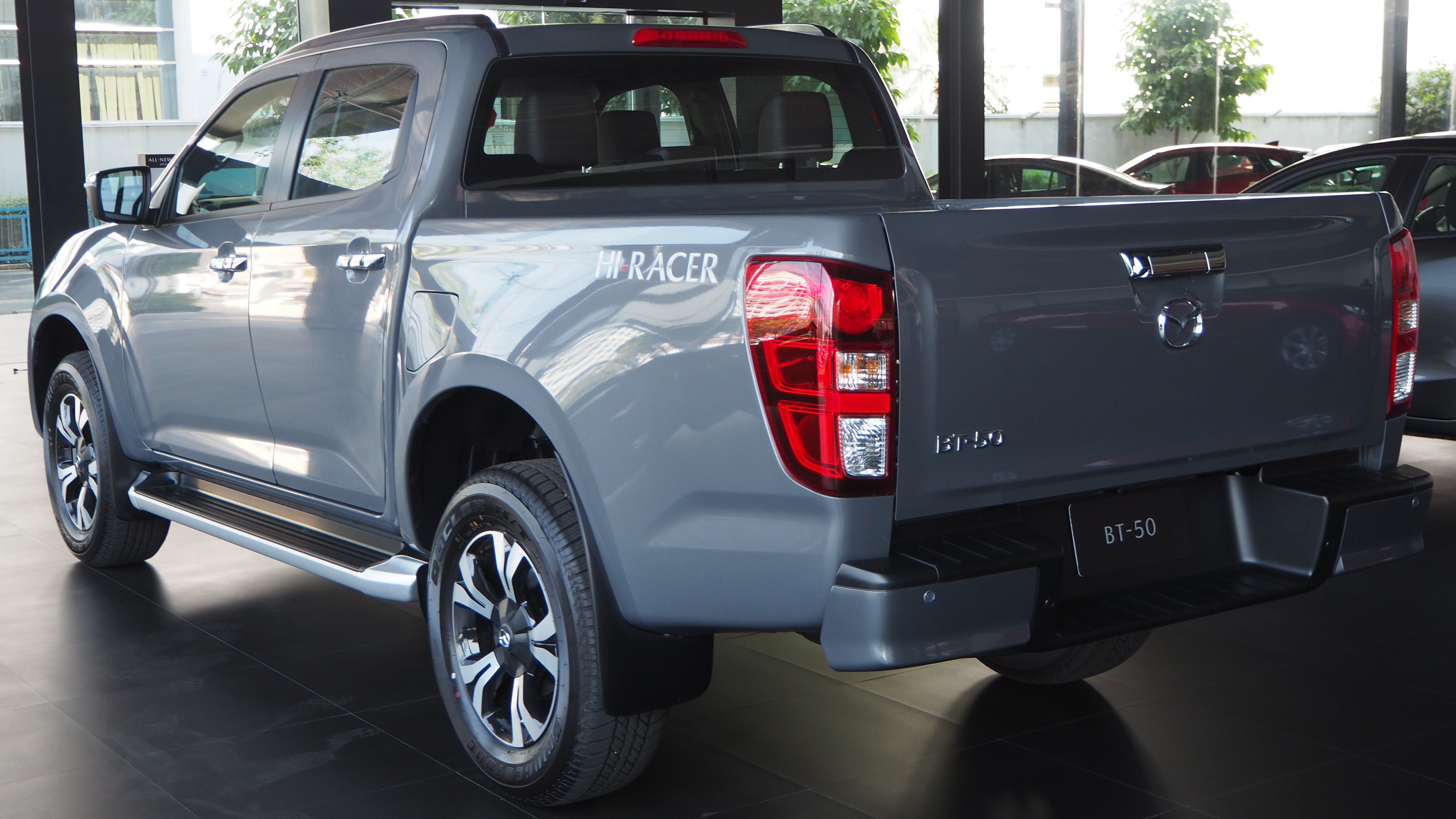
Вид сзади

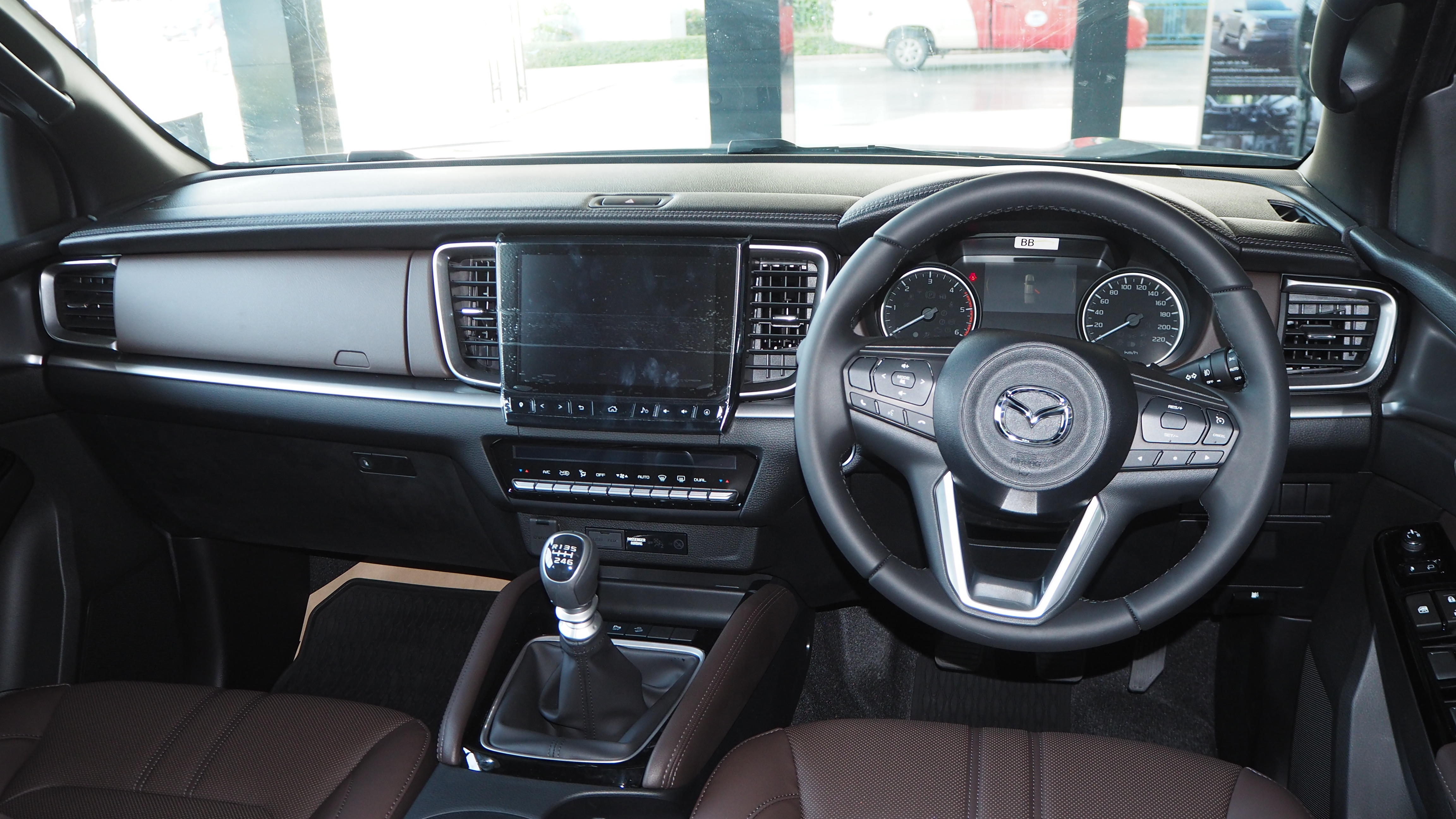
Интерьер

Третье поколение BT-50 было представлено в Австралии 17 июня 2020 года. В отличие от своих предшественников, BT-50 был разработан на основе третьего поколения Isuzu D-Max. Пикап является результатом сотрудничества Mazda и Isuzu, о котором было объявлено 11 июля 2016 года, когда Isuzu согласилась поставлять пикапы Mazda. Руководитель Isuzu сообщил австралийским СМИ, что Mazda не принимала участия в разработке D-Max, и что вместо этого Mazda получит готовый пикап. В результате TF BT-50 производится на заводе Isuzu Motors в Самронге, Самутпракан, Таиланд.
Автомобиль отличается языком дизайна Kodo от Mazda, похожим на его линейку кроссоверов. Хотя он по-прежнему разделяет базовую структуру, кузов и боковые зеркала с Isuzu D-Max, Mazda сделала большинство кузовных панелей уникальными.  Он оснащен 3,0-литровым рядным четырехцилиндровым турбодизельным двигателем 4JJ3-TCX производства Isuzu, заменившим 3,2-литровый рядный пятицилиндровый турбодизельный двигатель Ford Duratorq MZ-CD.
Впервые третье поколение BT-50 доступно с адаптивным круиз-контролем, которому помогают две камеры на лобовом стекле, а не радарный датчик на решетке радиатора, что делает возможной установку внедорожных аксессуаров в передней части автомобиля. В некоторых комплектациях также доступны автономное экстренное торможение, предупреждение о слепых зонах, предупреждение о перекрестном движении сзади, помощь в удержании полосы движения и центральные подушки безопасности.
BT-50 получил фейслифтинг 18 октября 2024 года. Изменения включают обновленную переднюю панель с новыми фарами и новой решеткой радиатора, похожей на Mazda CX-5, новые задние фонари, более крупный логотип Mazda на передней панели и задней двери, измененные передний и задний бамперы, интегрированную воздушную завесу для переднего бампера для улучшения аэродинамики, новые задние фонари, новые цвета кузова. Внутри есть новый 7-дюймовый цифровой дисплей водителя, новая 9-дюймовая сенсорная информационно-развлекательная система и беспроводное подключение для Android Auto. 

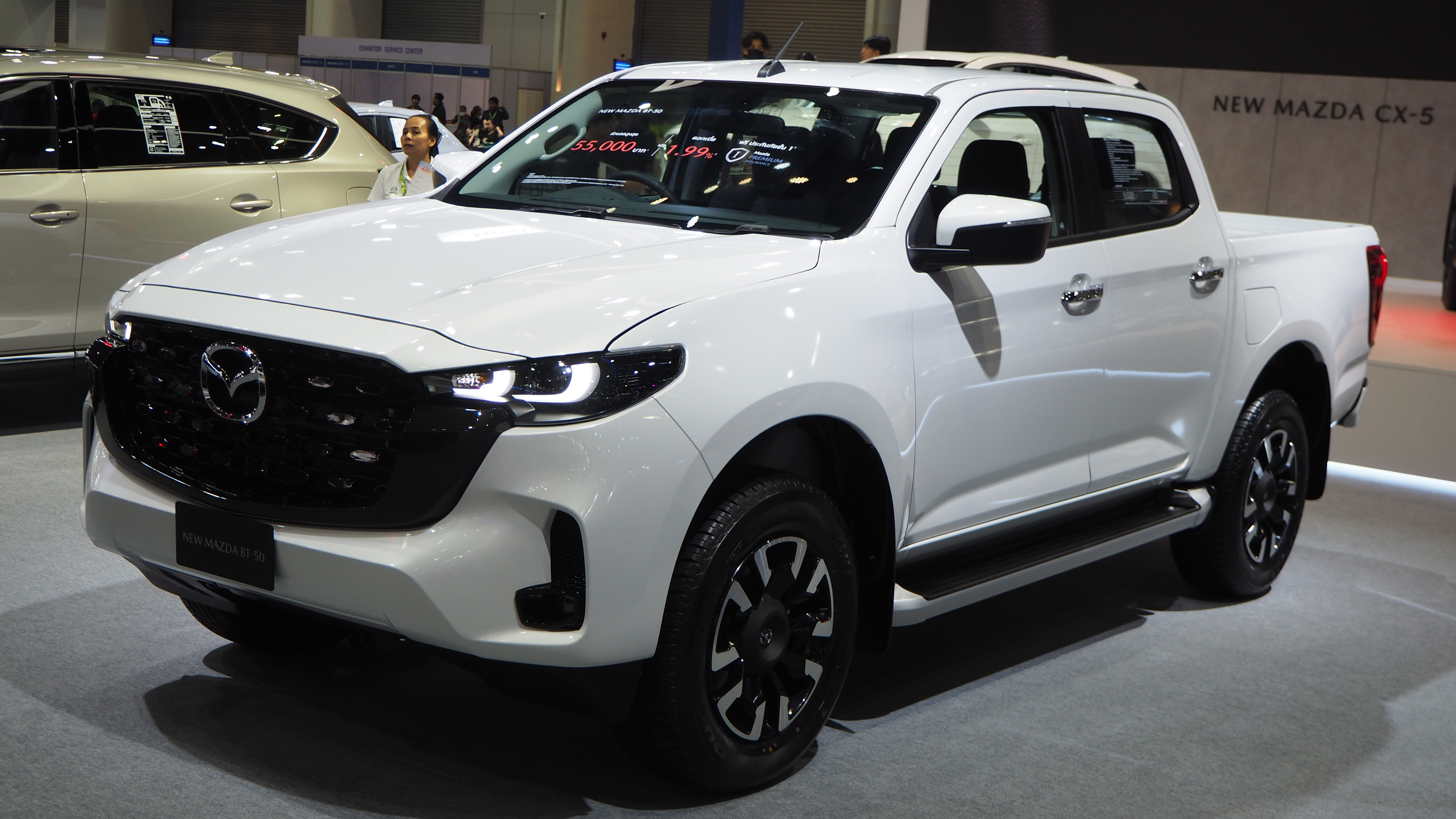
2024 (XT, Thailand)
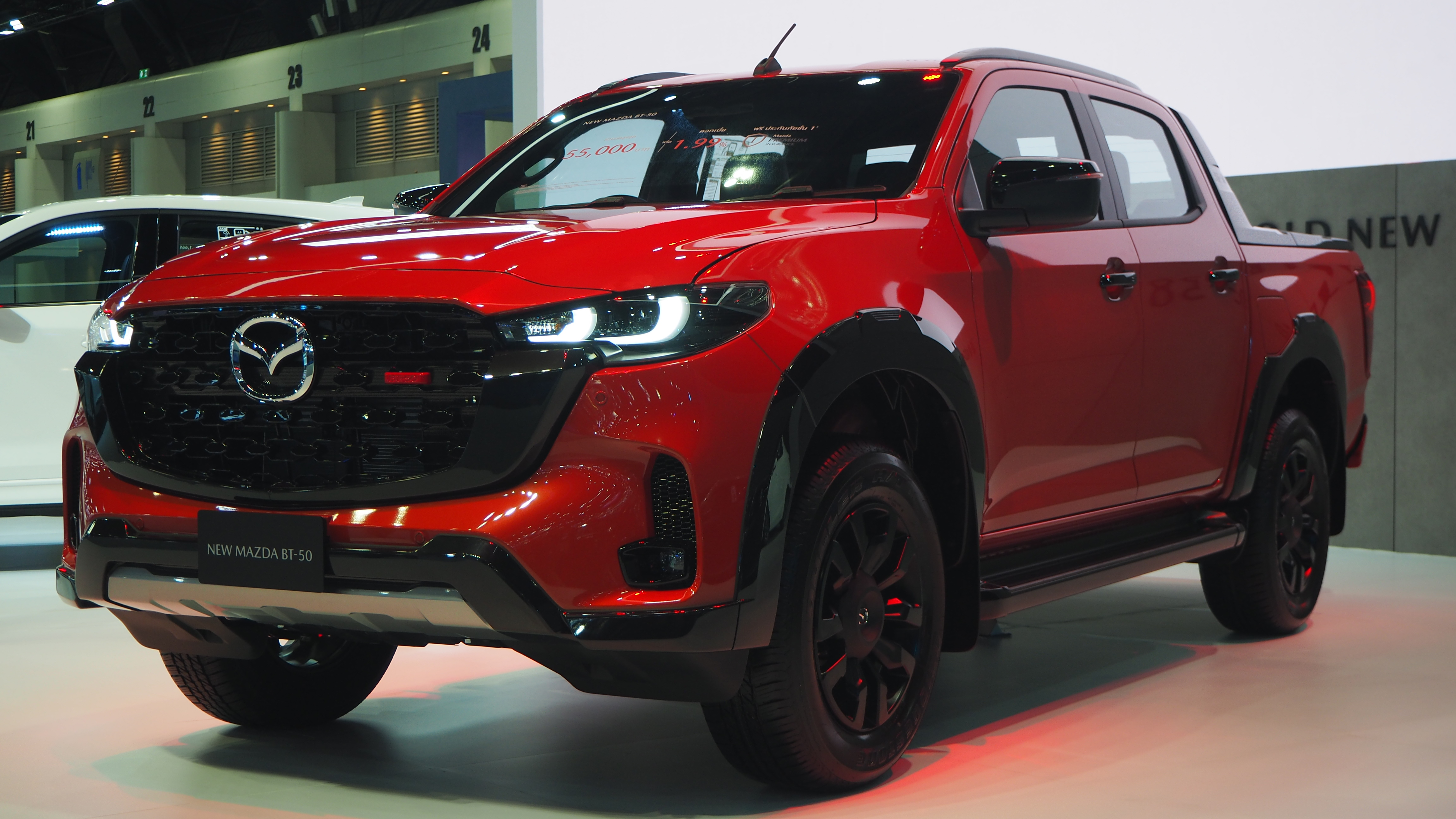
2024 (XTR, Thailand)